# FC Sargans
Der FC Sargans ist ein Schweizer Fussballverein aus Sargans im Kanton St. Gallen. Er wurde 1937 gegründet, die Vereinsfarben sind rot und schwarz. Die 1. Mannschaft spielt aktuell in der 3. Liga.

## Geschichte

### Gründungsjahre
Der FC Sargans wurde an der 1. ordentlichen Hauptversammlung am 14. März 1937 gegründet. Initianten dieser Gründung waren die beiden Sarganser Ruedi Rick und Edi Büsser. Das erste Meisterschaftsspiel des FC Sargans fand am 3. Oktober 1937 gegen den FC Bad Ragaz statt. Die Heimspiele wurden damals auf dem 1937 eröffneten Fussballplatz beim Bahnhof Sargans ausgetragen. Nach nur zwei Jahren stieg der FC Sargans 1939 in die 3. Liga auf.

### Kriegsjahre
Während des Zweiten Weltkriegs wurde der Spielbetrieb reduziert. Der vom Bundesrat und General Guisan beschlossene "Anbauschlacht" fielen die meisten ungenutzten Wiesenflächen, so auch die Spielstätte des FC Sargans, zum Opfer: Sie wurden zu Kartoffel-, Gemüse- und Getreidefelder umgewandelt. Um nicht auf den Fussball verzichten zu müssen, wurde damals teilweise sogar in den Sälen der regionalen Restaurants trainiert.
Ab 1939 wurde jährlich ein Turnier veranstaltet. Teilnehmer waren u. a. Teams aus Chur, Willisau, Neuhausen, Stäfa und Lachen. Auch hier einquartierte Soldaten nahmen zeitweise an diesen Turnieren teil.
Am 24. September 1945 wurden anlässlich einer ordentlichen Hauptversammlung die Statuten angepasst und die offiziellen Vereinsfarben definiert.

„Jersey Rot mit weisser Gans auf der Brust, Hosen
Schwarz, Strümpfe Schwarz mit rot/weisser Bordure.“

### 1947 bis 1963
Ab dem Jahr 1947 trug der FC Sargans seine Heimspiele auf dem neueröffneten Spielfeld hinter dem Möbelhaus Grünenfelder aus. Am 10. August 1947 fand auf diesem Platz das 8. Interkantonale Fussballturnier in Sargans statt. In diesem Jahr wurde zudem erstmals eine A-Juniorenmannschaft gestellt. 1953 spielte erstmals eine Seniorenmannschaft für den FC Sargans.
Am 2. und 3. Juni 1956 fand das 1. Grümpelturnier des FC Sargans mit 20 Mannschaften statt, welches in den Folgejahren zu einem grossen, bekannten Fussballfest anwuchs. Gegen Ende der Fünfzigerjahre waren die Juniorenteams des FC Sargans äusserst erfolgreich. So erreichten die A-Junioren in der Saison 1957/58 den Final der Ostschweizer Fussballmeisterschaften, welchen sie nur knapp gegen den FC St. Gallen verloren.
1963 trat die 1. Mannschaft im Rahmen des Schweizer Cups im Stadion Letzigrund gegen die Blue Stars Zürich an. Obwohl die Sarganser am Ende der ersten Halbzeit mit 1:0 vorne lagen, verloren sie das Spiel deutlich mit 9:1.

### 1964 bis 1987
Während die Juniorenmannschaften weiterhin erfolgreich waren, geriet das Fanionteam zu Beginn der 1970er-Jahre in eine sportliche und zwischenmenschliche Krise. Nach 35 Jahren stieg die 1. Mannschaft 1974 erstmals wieder in die 4. Liga ab. Schlägereien und Spielabbrüche prägten die sarganser Spiele. Der Wiederaufstieg gelang zwar in der Saison 1977/78, jedoch folgte der direkte Abstieg im Jahr darauf. Nach einigen personellen Wechseln stabilisierte sich die Lage in den 80er-Jahren wieder, und Sargans spielte ab 1982 wieder drittklassig.
Im Sommer 1982 wurde die Regionale Sportanlage Sarganserland (RSA) eröffnet und zur neuen Heimstätte des FC Sargans.

### Ab 1988
In der Saison 1990/91 gelang es dem FC Sargans erstmals, in die 2. Liga aufzusteigen. Auch im Schweizer Cup war die Mannschaft 1996 äusserst erfolgreich und scheiterte erst in der dritten Hauptrunde am Erstligisten FC Altstetten.
Nachdem Sargans 1999 wieder in die 3. Liga abstieg, gelang im Jahr 2000 der erneute Aufstieg in die 2. Liga. Seit der Saison 2004/05 spielt der FC Sargans in der 3. Liga.
Im Sommer 2012 wurde auf dem Gelände der ehemaligen RSA die Sportanlage Riet (SAR) eröffnet.

## Mannschaften
In der Saison 2021/22 stellt der FC Sargans 14 Mannschaften, darunter zehn Juniorenmannschaften und eine Seniorenmannschaft. Die 1. Mannschaft spielt aktuell in der 3. Liga, die 2. Mannschaft in der 4. Liga und 3. Mannschaft in der 5. Liga.

## Erfolge
- Aufstieg in die 2. Liga: 1991, 1996, 2000
- Aufstieg in die 3. Liga: 1939, 1978, 1982, 2005